# Könyvgrafika
Könyvgrafika a képzőművészet, közelebbről a grafika ama ága, amelynek feladata, hogy a könyvet hangsúlyozottan grafikai látásmódra törekedve változatos eszközökkel, tartalmával egybehangolt esztétikus külsővel közelebb hozza az olvasóközönséghez. Fő eszközei: a könyvborító és az illusztráció, valamint a kötésterv és a belső tagolás, járulékos elemként az ex libris. Attól függően, hogy az adott könyv milyen tartalommal, az olvasóközönség melyik (életkorban vagy társadalmi kötöttségében meghatározott) rétegéhez szól, a könyvgrafikának különböző sajátos elvárásokat kell kielégítenie.

## Könyvgrafika Magyarországon (19-20. sz.)
A művészi igénnyel készült könyvek előállításához szükséges eljárások összességét tipográfiának, könyvművészetnek nevezzük, amely során a szöveg jellegének megfelelő formátum és a betűk kiválasztása az elsődleges feladat, ezt követi az illusztrációk elrendezése, a méretekkel és az arányokkal való helyes gazdálkodás, valamint a papír minőségének és a kötés, a borítófedél megtervezése is.
Hazánkban a 19. században a tónusos fametszet volt a képeslapok, könyvek képanyagának, illusztrációinak legelterjedtebb reprodukciós módszere, ismert festőművészeink, Barabás Miklós, Böhm Pál, Jankó János, Keleti Gusztáv, Munkácsy Mihály alkotásai a fadúcra való átvitel útján, neves fametsző mesterek által (Morelli Gusztáv, Pollák Zsigmond, Rusz Károly) kerültek a könyvek vagy a folyóiratok hasábjaira. A millennium (1896) körüli időkben különösen keresettek voltak a kiváló fametszők, hiszen sok volt a megrendelés.
A 19. század eleje óta főleg Franciaországban alkalmazták leggyakrabban a litográfiát (kőnyomás), nálunk Barabás Miklós, Rippl-Rónai József, Ferenczy Károly munkái között találunk szép eredeti litografált lapokat. A litográfia színes egész lapos képmellékletet biztosított. Kiss József jubileumi verses kötetéhez a nagybányai művésztelep híres festői (Ferenczy Károly, Thorma János, Réti István, Hollósy Simon, Iványi-Grünwald Béla) készítettek igényes litográfiákat.
A magyar illusztráló művészet világhírű, klasszikus művelője Zichy Mihály volt, aki Madách Imre Az Ember Tragédiája c. művét és Arany János balladáit rézmetszetes műlapokkal illusztrálta. A képaláírásokat is maga írta, karcolta. Ezek az illusztrációk igen találóak voltak, de nem alkották a könyv szerves részét. A 19. század végén divattá vált az igényesen illusztrált könyv külön rézmetszetekkel vagy litográfiákkal és díszes kötéssel.
A díszműkiadásnak egyik szélsőséges és jellegzetes példája Bródy Sándor: Ezüst kecske c.  regényének albumszerű kiadása 1898-ban. Rögtön a megjelenés után dicsérte a Magyar Grafika c. nyomdai szaklap. Úgy értékelte, hogy Magyarhonban ilyen díszes köntösben még nem jelent meg magyar széppróza, egyenletes nyomással a legújabb metszésű amerikai származású ciceró betűkkel lett kinyomtatva a kötet, a művészi illusztrációk csupa hírneves művészek (Fényes Adolf, Feszty Árpád, Iványi-Grünwald Béla, Thorma János) munkái, melyeket két-, három vagy négyszínnyomással valósított meg a Pallas Irodalmi és Nyomdai Rt. Egy Wörner féle gépen egyszerre 4 képet is nyomtak különféle színekben, s a nyomdászok a színek tónusát is tudták jelezni.
Még ha túlzásnak is érezzük a díszműkiadásokat, nyomdatechnikai szempontból, s a könyvillusztrációk előállítása terén nagy fejlődéshez vezetett, s elvitt a szép magyar könyv megvalósításának igényéhez.
Magyarországon a 19. század legvégén és a 20. század első felében Kner Izidor, Kner Imre gyomai és Tevan Andor békéscsabai nyomdája lett híres minőségigényes köteteiről. Később az 1960-as évektől a budapesti Kossuth Nyomda minőségigényes illusztrált kötetei váltak híressé, e miatt exportmegrendelései is jelentősek voltak. Az illusztrációk fotómechanikai eljárással, autotípiával ill. fototípiával készültek. Ekkor már számos grafikus munkálkodott a szép magyar könyv megteremtésén, köztük Lengyel Lajos, Haiman György, Szántó Tibor.
A képzőművészek közül főleg a grafikusok számosan foglalkoztak könyvillusztrációval, köztük Hincz Gyula, Engel-Tevan István, Haragos Péter pedig egyszerre könyvillusztrátor és képregényrajzoló is. A jól illusztrált könyv közelebb viszi az olvasót a témához, a technikai, technológiai háttér hiányossága vagy/és a tömegtermelés ellene hat a könyvművészetnek, ha a könyvillusztrátor munkáját gyenge minőségben jelenítik meg, sérül a szöveg és az illusztráció összhangja. A 20. századi Kelet-Európában, de a fejlett Nyugat-Európában is találunk példát mindezekre.

## Könyvgrafika Erdélyben (1918-1990)
Az igazi illusztráció nem az esemény ábrázolására törekszik, hanem a szöveg látvánnyá szervezésére, az érzés, súly, mozgás, irány jelzésére finoman differenciált vonal- és foltjátékok által. Az erre való törekvés az expresszionizmussal, ill. szecesszióval indul Európa-szerte, így Erdélyben is Kós Károly, Demian Tassy, Tóth István, Ruzicskay György fellépésével.
A romániai magyar könyvkiadás két világháború közti korszakában a könyvgrafikai törekvésekről csak szűk keretek között beszélhetünk. A könyvek túlnyomó többségének kiadói (sokszor maguk a szerzők) ritkán vállalhatták könyveik kivételesebb grafikai kiállítását, s legtöbbször megelégedtek a nyomdában összeállított egyszerű betűs címlappal, azon alkalmazott szerény dísszel. Igényességével ebben a tekintetben a kolozsvári Minerva és a nagyváradi Sonnenfeld nyomda emelhető ki.
Önálló könyvgrafikai programja csak az Erdélyi Szépmíves Céhnek volt, amelynek az amatőrök számára készített sorozatát éppúgy, mint a nagyközönség számára megjelentetett, szerényebb kiállítású köteteit a könyvmívesség minden ágában szuverén egyéniségként jelentkező Kós Károly alakította ki. Az 1930-as évek közepéig, amíg arra anyagi lehetőség volt, a címlap mellett belső rajzokkal is igyekeztek a műveket minél vonzóbbá tenni. A kötetek legnagyobb részét Kós Károly (27 művet) és Bánffy Miklós (15 művet) illusztrálta; 4-4 kötet jelent meg Gy. Szabó Béla és Vásárhelyi Z. Emil illusztrációival. Egy-egy kötetet illusztrált Buday György, Demian Tassy, Guncser Nándor, Jeney Lajos, Kolozsvári Sándor, Litteczkyné Krausz Ilonka, Molnár Róza, Szolnay Sándor és Widmann Walter is.
Már az 1920-as évek elején történt kísérlet arra, hogy az írók-költők mellett a könyvgrafika művelőit is felvonultassák. A Tizenegyek antológiája, melynek címlapját Kós Károly tervezte, Dévai Margot, Jeddy Sándor, Lengyel Sándor, Nagy Benő, Pap Domokos, Szakáts Lajos, Szopos Sándor és Tóth István illusztrációit is közölte, az Új Arcvonal c. antológia pedig lehetőséget nyújtott Debreczeni László jelentkezésére. Később a Barabás Miklós Céh természetszerűen a romániai magyar grafika képviselőit is soraiba fogadta, s kiállításain – nemkülönben lapok, folyóiratok hasábjain reprodukcióként – számos irodalmi ábrázolás nyilvánosságát biztosította.
A grafikusok önálló kötetei közül felsorolhatjuk Tóth István Tíz eredeti linóleummetszet (1921) és Erdélyi színfoltok (1924), Kós Károly Átila királról ének (1923), Kóra-Korber Nándor Pán-Optikum (1923), Diósy Antal Ecce Homo (1924), Pap Domokos Tíz eredeti kőrajz (1925), Hankó János A régi Kolozsvár (1926), Debreczeni László Erdélyi református templomok és tornyok (1929), Gy. Szabó Béla Liber miserorum (1935) és Barangolókönyv (1939), Gárdos G. Dezső Nagyvárad tükre (1936), Incze János Hétköznapok (1938) c. albumát. Kívülük Ruzicskay György, Mikes Ödön és Reschner Gyula nevét kell még megemlítenünk. E szerzők számos irodalmi műhöz készült illusztrációja jelent meg az Erdélyi Helikon, Pásztortűz, Magyar Nép és más lapok hasábjain.
Képzőművészeti anyagot a két világháború közt számos romániai magyar folyóirat, sőt néhány napilap is közölt, a könyvgrafika szempontjából viszont avantgardista irányzatosságával leginkább a Periszkop emelkedett ki; a benne jelentkezők (Kara Mihály, Kóra-Korber Nándor, Mund Hugó, Schiller Géza, Szántó György) bánsági magyar könyvek grafikusaiként is számon tartottak. A folyóirat "mélyről fakadó modernsége" (Móricz Miklós) a romániai képzőművészeten belül is újító jelentőségű.
1944 után a kiadók – főként az Állami Irodalmi és Művészeti Kiadó és az Ifjúsági Könyvkiadó – már az 1950-es évek elejétől törekedtek kiadványaik külsejének szebbé tételére, s később a kötelékükben alkalmazott grafikusművészek a könyvgrafika minőségéhez, egy-egy kiadó sajátos grafikai profiljának kialakításához is nagyban hozzájárultak. A több kiadó műszaki szerkesztőjeként dolgozó Tóth Samu már előzetesen, a Méhkas és a Józsa Béla Athenaeum kiadványainál érvényesítette könyvgrafikai elképzeléseit, s annak fellendítésére sikerült megnyernie az akkori romániai magyar képzőművészet olyan jeleseit, mint Abodi Nagy Béla, Andrásy Zoltán, Bene József, Erdős I. Pál, Ferenczy Júlia, Incze János, Kádár Tibor, Nagy Imre, Gy. Szabó Béla, Szőnyi István, A. Tollas Júlia és mások, akiknek címlaprajzaival, illusztrációival számos erdélyi magyar könyvben találkozhatott az olvasó.
Tóth Samu műhelyében indult és fejlődött Deák Ferenc, a Kriterion Könyvkiadó későbbi grafikusa, akinek nevéhez egy határozott koncepciójú és kiemelkedő művészi színvonalú könyvgrafika fűződik. Ennek foglalata a Rajz és betű c. "műhelyvallomása" (1988), de ennek kifejeződése a Kriterion minden más romániai kiadóétól megkülönböztethető grafikai arcéle is. Munkássága során neki sikerült a könyvgrafika feladatai köré felsorakoztatnia a romániai magyar képzőművészek újabb nemzedékeit (a középnemzedékből Árkossy István, Baász Imre, Bardócz Lajos, Bencsik János, Cseh Gusztáv, Feszt László, Haller József, Kopacz Mária, Nagy Pál, Paulovics László, Plugor Sándor, Pusztai Péter, Soó Zöld Margit, Surány Erzsébet, Tóth László, Turós László, Unipan Helga, a fiatalok közül Ambrus Imre, Domokos Péter, ifjabb Feszt László, Kádár F. Tibor, Molnár Dénes, Finta Edit, Kiss Ágnes, Sipos László, Nagy Géza, Hervay Katalin, Szilágyi V. Zoltán, Kalab Ferenc, G. Hadai Klára, Venczel János, Starmüller Katalin neve említendő.
A Kriterionnál vagy más kiadóknál szerepet játszott magyar könyvekkel kapcsolatos grafikai feladatokat oldott meg Damó István, Tamás Klára, Szathmári Sándor is, valamint az Ifjúsági (később Dacia) Könyvkiadó műszaki szerkesztője, Hlavathy Lajos.
Az 1980-as évek végére lehanyatlott a könyvgrafika művészete, részben a grafikusművészek jelentős részének kivándorlása, részben a technikai lehetőségek beszűkülése következtében. Az évtized végével beköszöntő időszak nehézségei közepette is született néhány könyvgrafikai teljesítmény: Deák Ferenc illusztráció-sorozata Veress Zoltán Vidám verses mesék (1991) c. kötetéhez, vagy a Szépirodalmi Könyvkiadóval közös kiadásban Budapesten nyomott Kós Károly-kötet (Életrajz, 1991) a szerző rajzaival. Jelképezi a változásokat Baász Imre új Korunk-borítója (1991), majd a Deák Ferenc tervezte újabb Korunk-címlap (1992) s az ugyancsak tőle származó Látó- és Művelődés-címlap is. Nemzetközi sikert ért el a Kriterion Könyvkiadó egy 12 kötetes művészi sorozattal, melyben a bukaresti Művészeti Akadémia végzős román és magyar hallgatói Szárhegyen gyártott papiroson illusztrálták többek közt Michelangelo, Shakespeare szonettjeit, Ady 11 költeményét, Mihai Eminescu Ódájának fordításait, francia, ukrán, török és más irodalmak válogatott anyagát.